# 18ns Premis del Cinema Europeu
Els 18ns Premis del Cinema Europeu, presentats per l'Acadèmia del Cinema Europeu, van reconèixer l'excel·lència del cinema europeu. La cerimònia va tenir lloc el 3 de desembre de 2005 al Treptow Arena de Berlín. El presentador de la cerimònia fou l'actor alemany Heino Ferch.

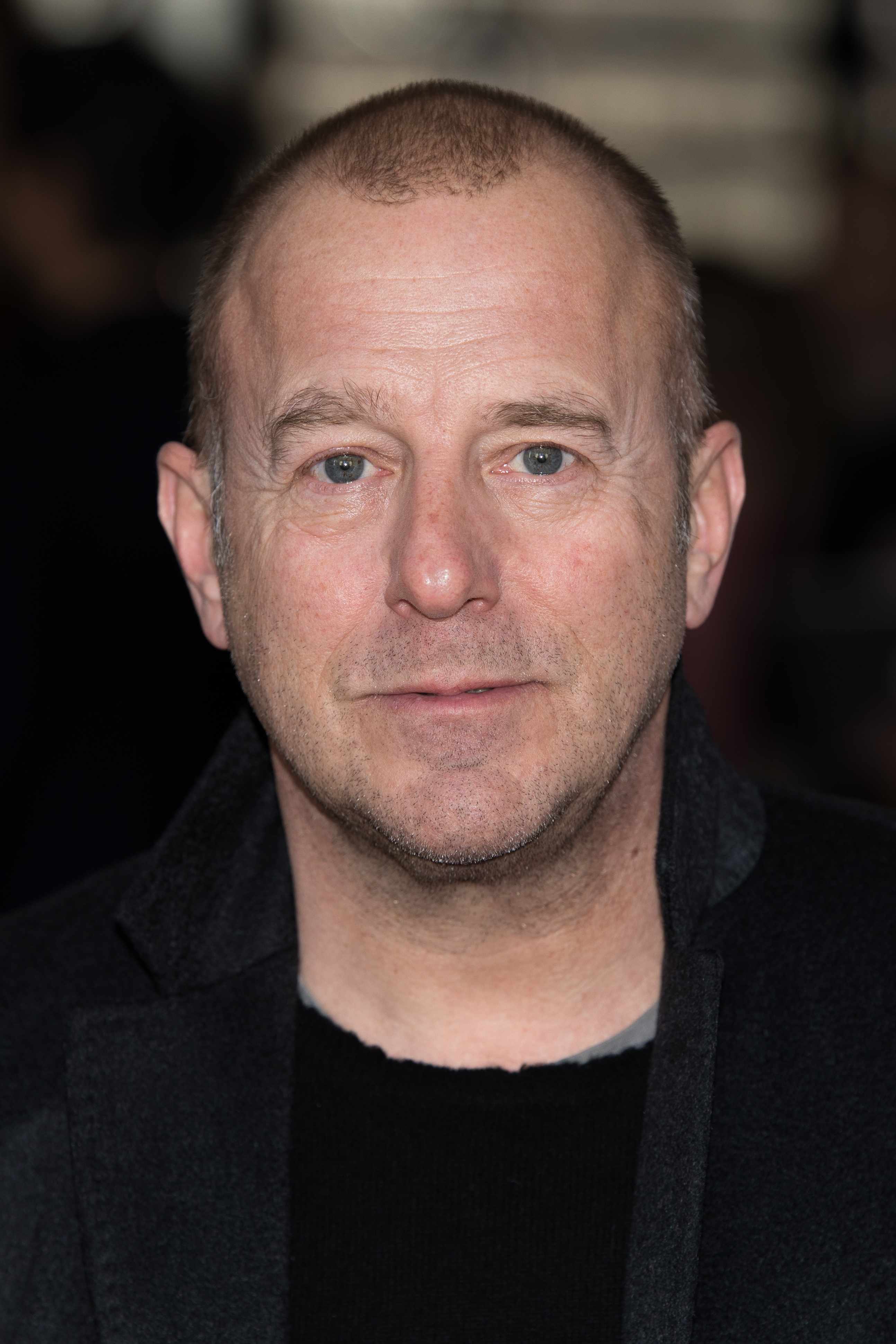
Heino Ferch, presentador de l'edició

Els 1.600 membres de l'Acadèmia van seleccionar 46 llargmetratges europeus, vint dels quals eren proposats pels països amb més membres a l'acadèmia, i vint-i-sis pel Consell d'Administració de l'EFA, amb la participació d'experts convidats. La llista de nominats per al premi es va elaborar amb els vots dels membres de l'acadèmia i es va anunciar el 7 de novembre al Festival de Cinema Europeu de Sevilla.
L'any 2005 es va produir un petit canvi en l'adjudicació de l'esdeveniment cinematogràfic: a més de les categories anteriors, també es va premiar el millor editor europeu i el millor dissenyador visual.
La pel·lícula danesa Brødre de Susanne Bier va rebre vuit nominacions, però no en va guanyar cap. Més èxit va tenir Sophie Scholl - Die letzten Tage de Marc Rothemund, que de cinc nominacions va rebre tres premis (millor actriu i premi del públic al millor director i millor actriu), mentre que Caché de Michael Haneke va tenir dos premis (millor pel·lícula i millor director) de quatre nominacions. El premi del mèrit fou adjudicat al compositor francès Maurice Jarre, mentre que el premi a la trajectòria fou atorgat a l'actor escocès Sean Connery.

## Pel·lícules seleccionades
1. Adam & Paul - director: Lenny Abrahamson
2. Alla luce del sole - director: Roberto Faenza
3. Alles auf Zucker! - director: Dani Levy
4. A temetetlen halott - director: Márta Mészáros
5. Asylum dirigit per David Mackenzie
6. Brødre dirigida per Susanne Bier
7. Caché - director: Michael Haneke
8. Crimen ferpecto - director: Álex de la Iglesia
9. De tant bategar se m'ha parat el cor - director: Jacques Audiard
10. Der neunte Tag - director: Volker Schlöndorff
11. Don't Come Knocking - director: Wim Wenders
12. Gaseirneba Karabakhshi - director: Levan Tutberidze
13. Habana Blues - dirigida per Benito Zambrano
14. Hawaii, Oslo - dirigida per Erik Poppe
15. Horem pádem – director: Jan Hřebejk
16. Hotel Rwanda dirigit per Terry George
17. Kod amidže Idriza - director: Pjer Žalica
18. L'Enfant - dirigida per Jean-Pierre i Luc Dardenne
19. La febbre - director: Alessandro D'Alatri
20. La Moustache - director: Emmanuel Carrère
21. La vita che vorrei - director: Giuseppe Piccioni
22. Le Couperet dirigida per Costa-Gavras
23. Manderlay - dirigit per Lars von Trier
24. Masjävlar - director: Maria Blom
25. La mort del senyor Lazarescu - director: Cristi Puiu
26. My Summer of Love dirigit per Paweł Pawlikowski
27. Nastroistxik (Настройщик) - director: Kira Muratova
28. Odgrobadogroba - director: Jan Cvitkovič
29. Omiros - director: Constantine Giannaris
30. Paha maa - director: Aku Louhimies
31. Paradise Now - director: Hany Abu-Assad
32. Pręgi - director: Magdalena Piekorz
33. Private - director: Saverio Costanzo
34. Rois et reine - director: Arnaud Desplechin
35. Så som i himmelen (Cel ordinari) - dirigit per Kay Pollak
36. San zimske noći - director: Goran Paskaljević
37. Silentium - director: Wolfgang Murnberger
38. Simon - director: Eddy Terstall
39. Slnečný štát director: Martin Šulík
40. Sophie Scholl - Die letzten Tage - director: Marc Rothemund
41. The Syrian Bride הכלה הסורית - director: Eran Riklis
42. Tout un hiver sans feu - dirigit per Greg Zglinski
43. Ultranova - dirigida per Bouli Lanners
44. Llarg diumenge de festeig - director: Jean-Pierre Jeunet
45. Ve'Lakhta Lehe Isha dirigida per Ronit i Shlomi Elkabetz
46. Wesele - director: Wojtek Smarzowski

## Guanyadors i nominats
Els guanyadors estan en fons groc i en negreta.

### Millor pel·lícula europea
| Títol                            | Director(s)                       | Productor(s)                                                             | País             |
| -------------------------------- | --------------------------------- | ------------------------------------------------------------------------ | ---------------- |
| Caché                            | Michael Haneke                    | Veit Heiduschka Michael Katz Margaret Menegoz                            | França / Àustria |
| Brødre                           | Susanne Bier                      | Sisse Graum Jørgensen                                                    | Dinamarca        |
| Don't Come Knocking              | Wim Wenders                       | Karsten Brünig Lee In-Ah Peter Schwartzkopff                             | Alemanya         |
| L'Enfant                         | Jean-Pierre Dardenne Luc Dardenne | Jean-Pierre i Luc Dardenne, Denis Freyd                                  | Bèlgica / França |
| My Summer of Love                | Paweł Pawlikowski                 | Chris Collins Tanya Seghatchian                                          | Regne Unit       |
| Sophie Scholl - Die letzten Tage | Marc Rothemund                    | Christoph Müller, Sven Burgemeister, Marc Rothemund, Fred Breinersdorfer | Alemanya         |

### Premi Fassbinder
| Títol                 | Director(s)                 | Productor(s)                       | País               |
| --------------------- | --------------------------- | ---------------------------------- | ------------------ |
| Anklaget              | Jakob Thuesen               | Thomas Heinesen Kim Magnusson      | Dinamarca          |
| 4                     | Ilià Khrjanovski            | Ielena Iatsura                     | Rússia             |
| Alice                 | Marco Martins               | Paulo Branco                       | Portugal           |
| Ono                   | Malgorzata Szumowska        | Karl Baumgartner                   | Alemanya / Polònia |
| Quand la mer monte... | Yolande Moreau Gilles Porte | Humbert Balsan                     | França / Bèlgica   |
| Saimir                | Francesco Munzi             | Cristiano Bortone Daniele Mazzocca | Itàlia             |
| Uno                   | Aksel Hennie                | Jørgen Storm Rosenberg             | Noruega            |

### Millor director europeu
| Receptor(s)        | Títol                        |
| ------------------ | ---------------------------- |
| Michael Haneke     | Caché                        |
| Susanne Bier       | Brødre                       |
| Roberto Faenza     | Alla luce del sole           |
| Álex de la Iglesia | Crimen ferpecto              |
| Paweł Pawlikowski  | My Summer of Love            |
| Cristi Puiu        | La mort del senyor Lazarescu |
| Wim Wenders        | Don’t Come Knocking          |

### Millor actriu europea
| Receptor(s)       | Títol                            |
| ----------------- | -------------------------------- |
| Julia Jentsch     | Sophie Scholl - Die letzten Tage |
| Juliette Binoche  | Caché                            |
| Sandra Ceccarelli | La vita che vorrei               |
| Connie Nielsen    | Brødre                           |
| Natalie Press     | My Summer of Love                |
| Audrey Tautou     | Llarg diumenge de festeig        |

### Millor actor europeu
| Receptor(s)    | Títol                                |
| -------------- | ------------------------------------ |
| Daniel Auteuil | Caché                                |
| Romain Duris   | De tant bategar se m'ha parat el cor |
| Henry Hübchen  | Alles auf Zucker!                    |
| Ulrich Matthes | Der neunte Tag                       |
| Jérémie Renier | L'enfant                             |
| Ulrich Thomsen | Brødre                               |

### Millor guió europeu
| Receptor(s)                    | Títol                        |
| ------------------------------ | ---------------------------- |
| Hany Abu-Assad · Bero Beyer    | Paradise Now                 |
| Mark O'Halloran                | Adam & Paul                  |
| Michael Haneke                 | Caché                        |
| Anders Thomas Jensen           | Adams æbler Brødre           |
| Dani Levy · Holger Franke      | Alles auf Zucker!            |
| Cristi Puiu · Răzvan Rădulescu | La mort del senyor Lazarescu |

### Millor fotografia
| Receptor(s)        | Títol                     |
| ------------------ | ------------------------- |
| Franz Lustig       | Don't Come Knocking       |
| Christian Berger   | Caché                     |
| Bruno Delbonnel    | Llarg diumenge de festeig |
| Anthony Dod Mantle | Manderlay                 |
| Ryszard Lenczewski | My Summer of Love         |
| Gyula Pados        | Sorstalanság              |

### Millor muntatge
| Receptor(s)                   | Títol                     |
| ----------------------------- | ------------------------- |
| Michael Hudecek · Nadine Muse | Caché                     |
| Peter Przygodda · Oli Weiss   | Don't Come Knocking       |
| Hervé Schneid                 | Llarg diumenge de festeig |

### Millor direcció artística
| Receptor(s)   | Títol                            |
| ------------- | -------------------------------- |
| Aline Bonetto | Llarg diumenge de festeig        |
| Peter Grant   | Manderlay                        |
| Jana Karen    | Sophie Scholl - Die letzten Tage |

### Millor compositor
| Receptor(s)                             | Títol             |
| --------------------------------------- | ----------------- |
| Rupert Gregson-Williams · Andrea Guerra | Hotel Rwanda      |
| Joachim Holbek                          | Manderlay         |
| Cyril Morin                             | The Syrian Bride  |
| Ennio Morricone                         | Sorstalanság      |
| Stefan Nilsson                          | Så som i himmelen |
| Johan Söderqvist                        | Brødre            |

### Millor documental - Prix arte
| Títol                                    | Director(s)                           | País                     |
| ---------------------------------------- | ------------------------------------- | ------------------------ |
| Un dragon dans les eaux pures du Caucase | Nino Kirtadze                         | França                   |
| Am seidenen Faden                        | Katarina Peters                       | Alemanya                 |
| The Devil's Miner                        | Richard Ladkani Kief Davidson         | Alemanya                 |
| Leiputrija                               | Laila Pakalniņa                       | Plantilla:LET / Alemanya |
| Melodias                                 | François Bovy                         | Suïssa                   |
| Prieš parskrendant į žemę                | Arūnas Matelis                        | Lituània / Alemanya      |
| Repetitioner                             | Michał Leszczyłowski Gunnar Källström | Suècia                   |
| The Swenkas                              | Jeppe Rønde                           | Dinamarca / Suècia       |
| Ungdommens råskap                        | Margreth Olin                         | Noruega / Dinamarca      |
| Viva Zapatero!                           | Sabina Guzzanti                       | Itàlia                   |
| Workingman's Death                       | Michael Glawogger                     | Àustria / Alemanya       |

### Millor curtmetratge
Els nominats al millor curtmetratge foren seleccionats per un jurat independent a diversos festivals de cinema d'arreu d'Europa.
| Títol                     | Director(s)           | País                 | Festival                  |
| ------------------------- | --------------------- | -------------------- | ------------------------- |
| Undressing My Mother      | Ken Wardrop           | Irlanda              | Festival de Tampere       |
| Little Terrorist          | Ashvin Kumar          | Regne Unit           | Festival de Gant          |
| Randevú                   | Ferenc Cakó           | Hongria              | Seminci                   |
| Rain is Falling           | Holger Ernst          | Alemanya             | Seminci                   |
| Flatlife                  | Jonas Geirnaert       | Bèlgica              | Festival de Angers        |
| Hoi Maya                  | Claudia Lorenz        | Suïssa               | Festival de Berlín        |
| Toz                       | Halit Fatih Kizilgok  | Turquia              | Festival de Cracòvia      |
| Bawke                     | Hisham Zaman          | Noruega              | Festival de Grimstad      |
| A Serpente                | Sandro Aguilar        | Portugal             | Festival de Vila do Conde |
| Prva plata                | Alen Drljević         | Bòsnia i Hercegovina | Festival de Sarajevo      |
| Scen nr: 6882 ur mitt liv | Ruben Östlund         | Suècia               | Festival d'Edimburg       |
| Butterflies               | Max Jacoby            | Luxemburg            | Festival de Venècia       |
| Minotauromaquia           | Juan Pablo Etcheverry | Espanya              | Festival de Drama         |

### Millor pel·lícula no europea
| Títol                       | Director           | Productor                                                                    | País                    |
| --------------------------- | ------------------ | ---------------------------------------------------------------------------- | ----------------------- |
| Bona nit i bona sort        | George Clooney     | Grant Heslov                                                                 | Estats Units            |
| Batalla en el cielo         | Carlos Reygadas    | Philippe Bober Susanne Marian Carlos Reygadas Jaime Romandia Joseph Rouschop | Mèxic                   |
| Be with Me                  | Eric Khoo          | Brian Hong                                                                   | Singapur                |
| Brokeback Mountain          | Ang Lee            | Diana Ossana James Schamus                                                   | Estats Units            |
| Flors trencades             | Jim Jarmusch       | Jon Kilik Stacey Smith                                                       | Estats Units            |
| The Constant Gardener       | Fernando Meirelles | Simon Channing Williams                                                      | Regne Unit / Alemanya   |
| Crash                       | Paul Haggis        | Don Cheadle Paul Haggis Mark R. Harris Bobby Moresco Cathy Schulman Bob Yari | Estats Units            |
| C.R.A.Z.Y.                  | Jean-Marc Vallée   | Pierre Even Jean-Marc Vallée                                                 | Canadà                  |
| Look Both Ways              | Sarah Watt         | Andrew Myer Barbara Masel Bridget Ikin Vicki Sugars                          | Austràlia               |
| Sympathy For Lady Vengeance | Park Chan-Wook     | Jo Yeong-wook Lee Tae-hun                                                    | Corea del Sud           |
| Tsotsi                      | Gavin Hood         | Peter Fudakowski                                                             | Regne Unit / Sud-àfrica |

### Premis del Públic
Els guanyadors dels Premis Jameson Escollit pel Públic van ser escollits per votació en línia.

#### Millor director
| Receptor(s)        | Títol                                |
| ------------------ | ------------------------------------ |
| Marc Rothemund     | Sophie Scholl - Die letzten Tage     |
| Jacques Audiard    | De tant bategar se m'ha parat el cor |
| Timur Bekmambetov  | Els guardians de la nit              |
| Álex de la Iglesia | Crimen ferpecto                      |
| Jean-Pierre Jeunet | Llarg diumenge de festeig            |
| Dani Levy          | Alles auf Zucker!                    |
| Roger Michell      | L'intrús                             |
| Kay Pollak         | Så som i himmelen                    |
| Paolo Sorrentino   | Le conseguenze dell'amore            |
| István Szabó       | Coneixent la Julia                   |

#### Millor actor
| Receptor(s)      | Títol                     |
| ---------------- | ------------------------- |
| Orlando Bloom    | El regne del cel          |
| Christian Bale   | El maquinista             |
| Jean-Marc Barr   | Crustacés et Coquillages  |
| Daniel Craig     | L'intrús Crim organitzat  |
| Marian Dziędziel | Wesele                    |
| Henry Hübchen    | Alles auf Zucker!         |
| Toni Servillo    | Le conseguenze dell'amore |
| Ulrich Thomsen   | Brødre                    |
| Srđan Todorović  | Sivi kamion crvene boje   |
| Luis Tosar       | La vida que te espera     |

#### Millor actriu
| Receptor(s)               | Títol                            |
| ------------------------- | -------------------------------- |
| Julia Jentsch             | Sophie Scholl - Die letzten Tage |
| Hiam Abbass               | The Syrian Bride                 |
| Mónica Cervera            | Crimen ferpecto                  |
| Judy Dench · Maggie Smith | L'última primavera               |
| Agnieszka Grochowska      | Pregi                            |
| Licia Maglietta           | Agata e la tempesta              |
| Emily Mortimer            | Dear Frankie                     |
| Connie Nielsen            | Brødre                           |
| Charlotte Rampling        | Lemming                          |
| Audrey Tautou             | Llarg diumenge de festeig        |

### Premi FIPRESCI
- Caché de Michael Haneke

### Premi del mèrit europeu al Cinema Mundial
- Maurice Jarre

### Premi a la carrera
- Sean Connery

## Galeria

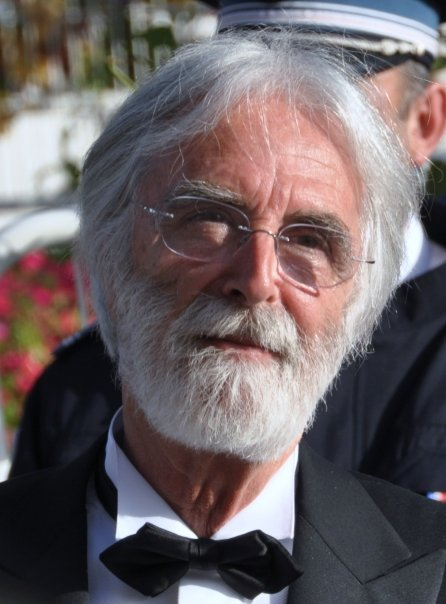
Michael Haneke, millor pel·lícula, millor director i premi Fipresci
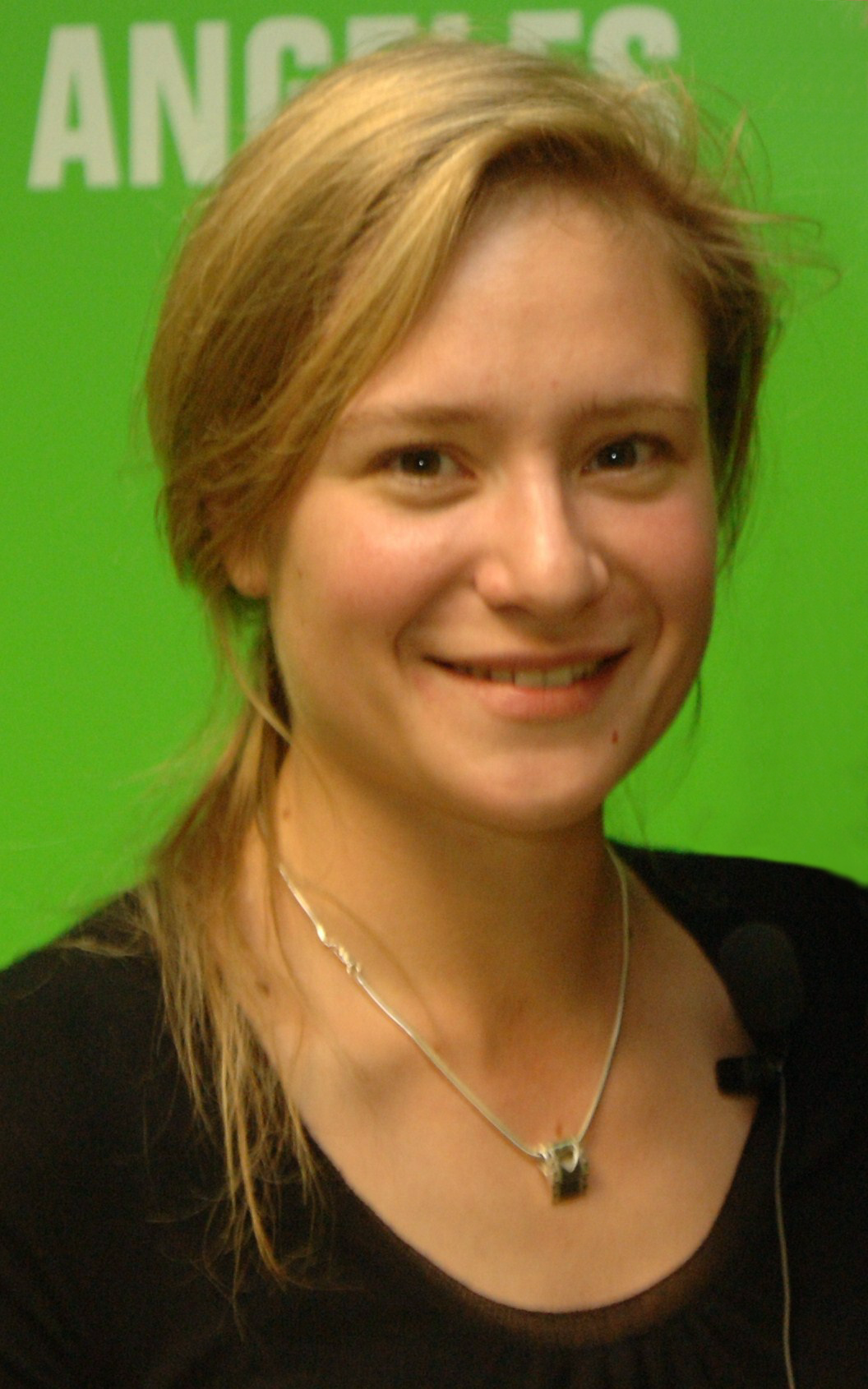
Julia Jentsch, premi a la millor actriu (públic i jurat)
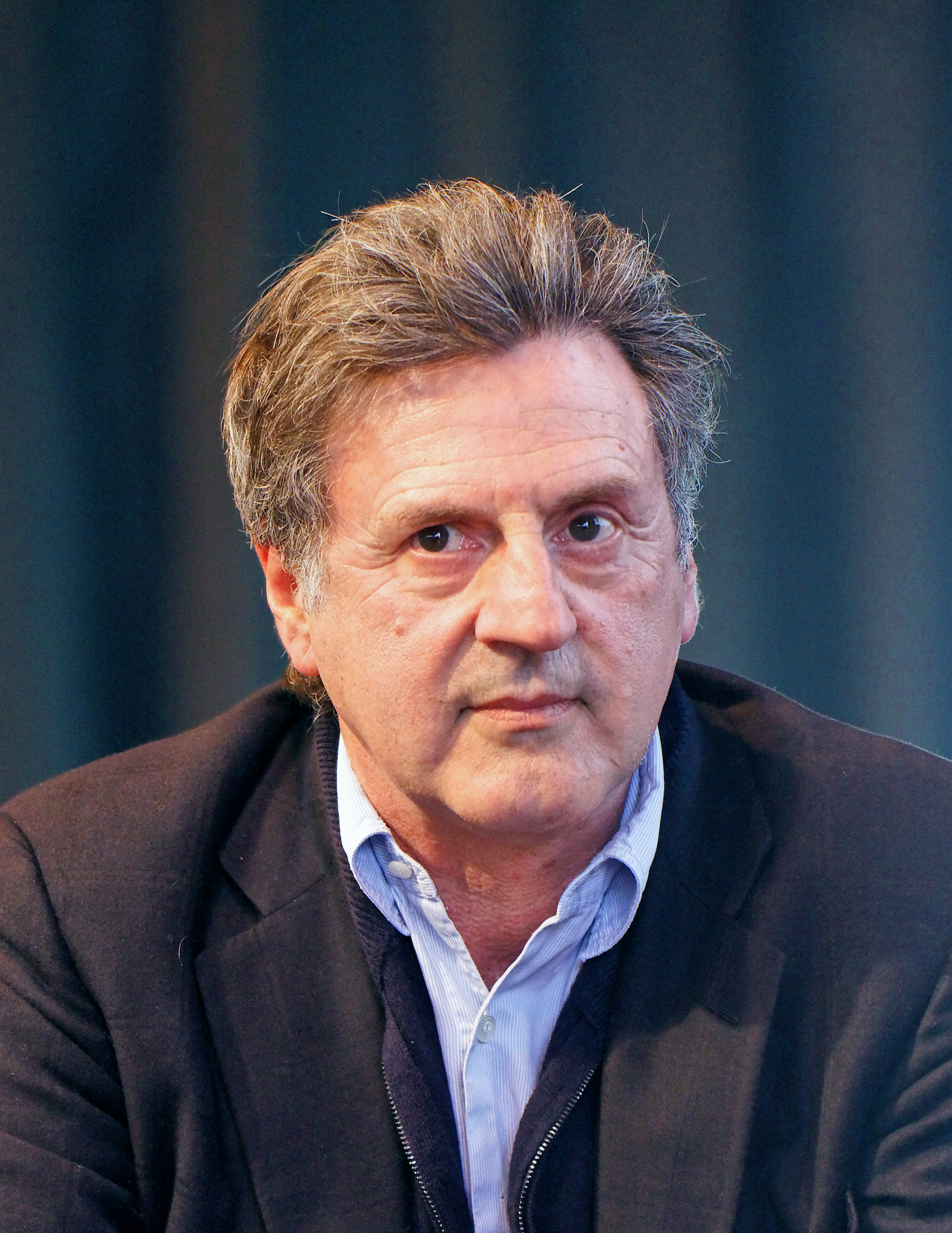
Daniel Auteuil, premi al millor actor
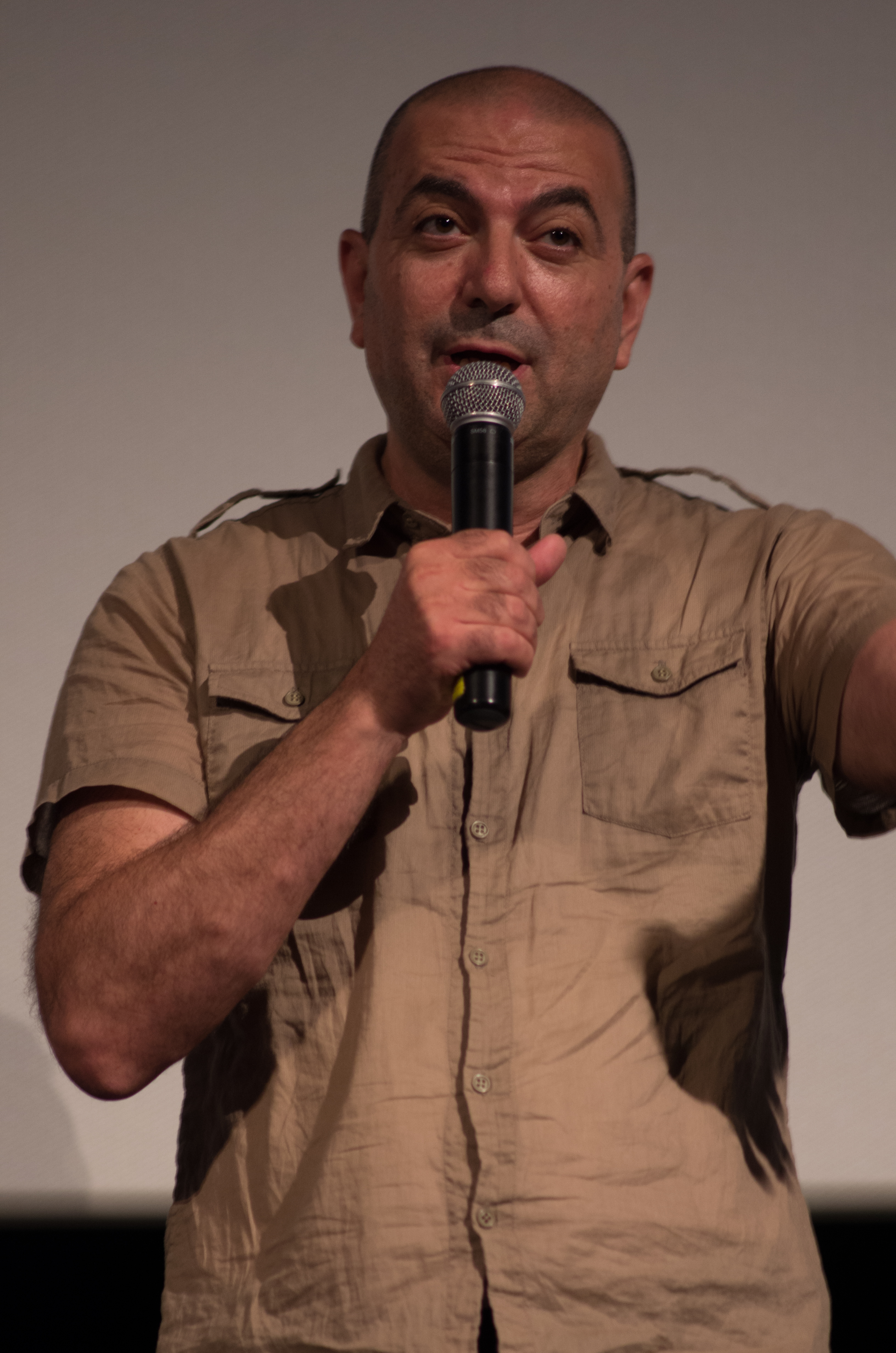
Hany Abu Assad, premi al millor guió
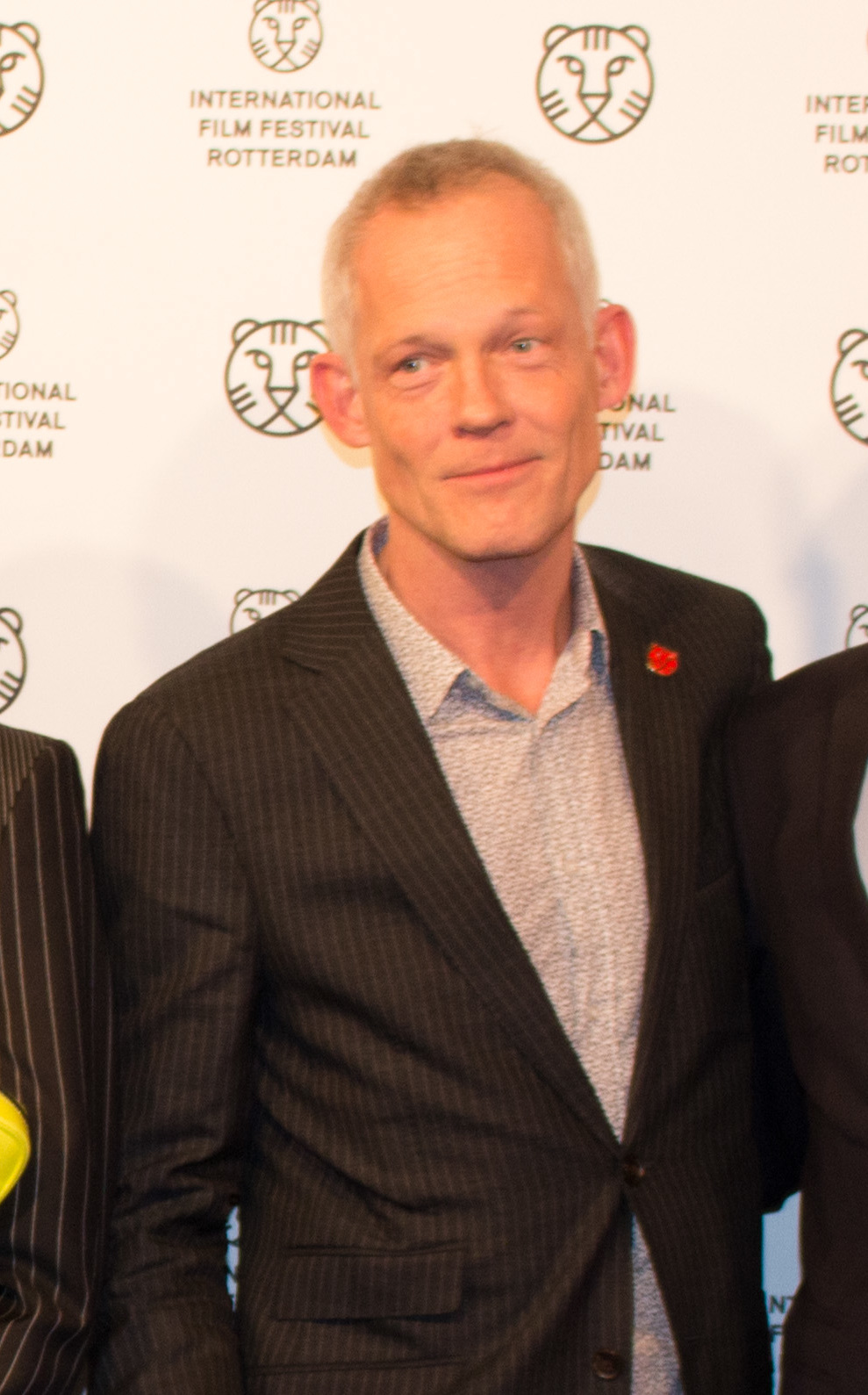
Bero Beyer, premi al millor guió
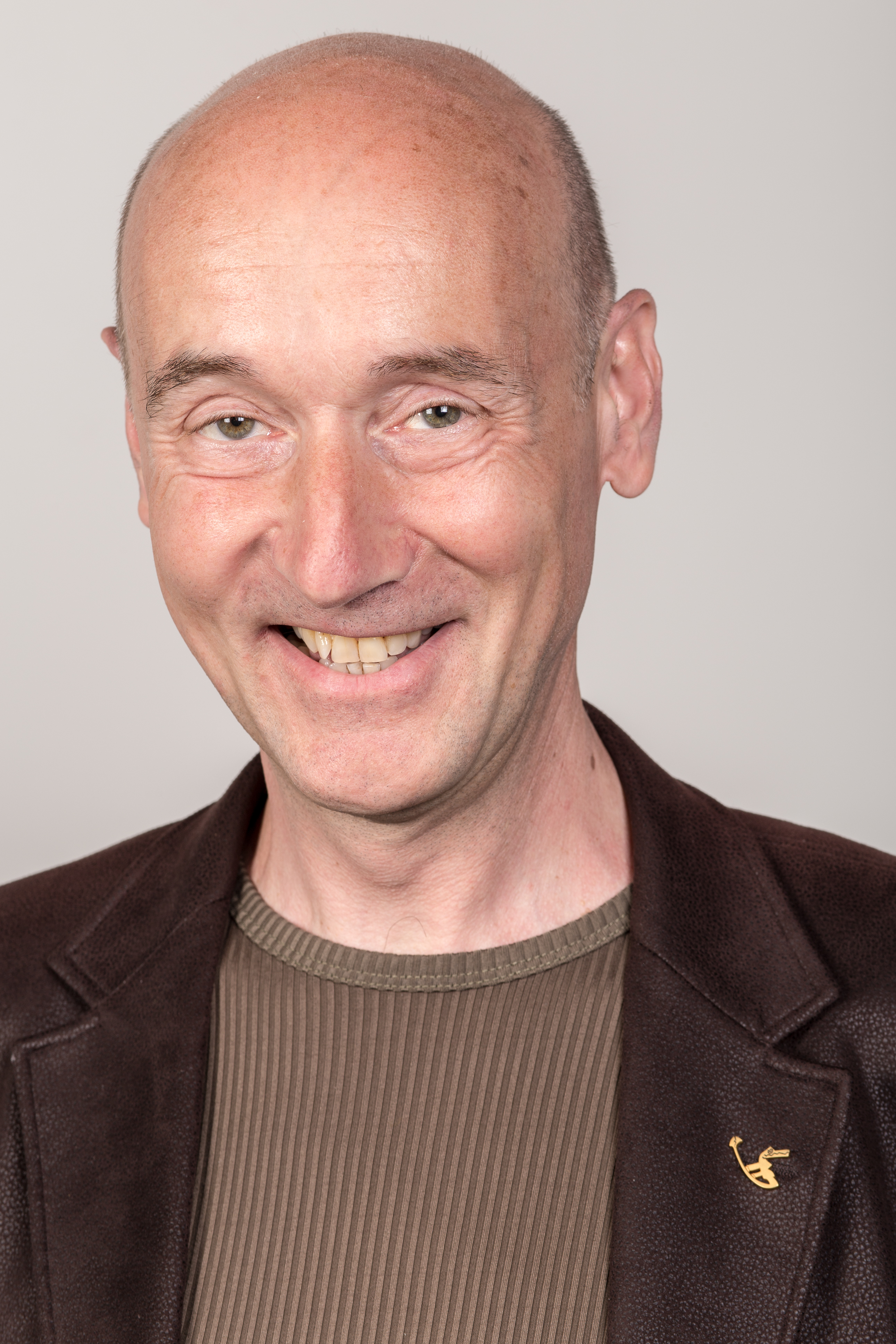
Michael Hudecek, millor muntatge
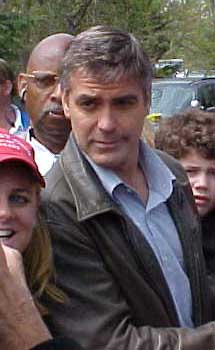
George Clooney, millor pel·lícula no europea
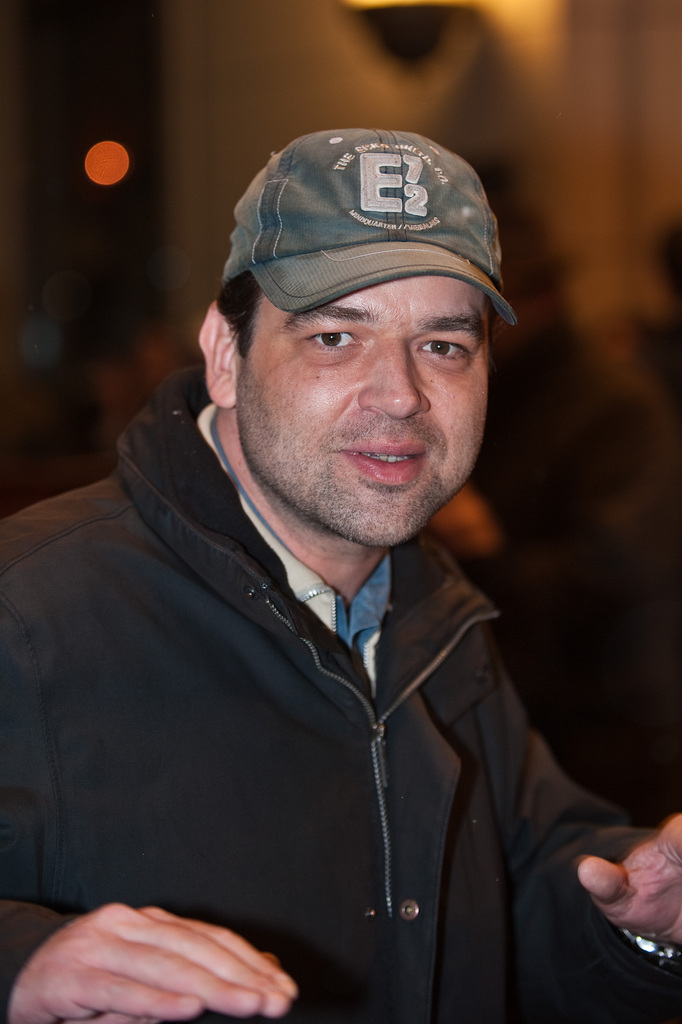
Marc Rothemund (premi millor director-públic)
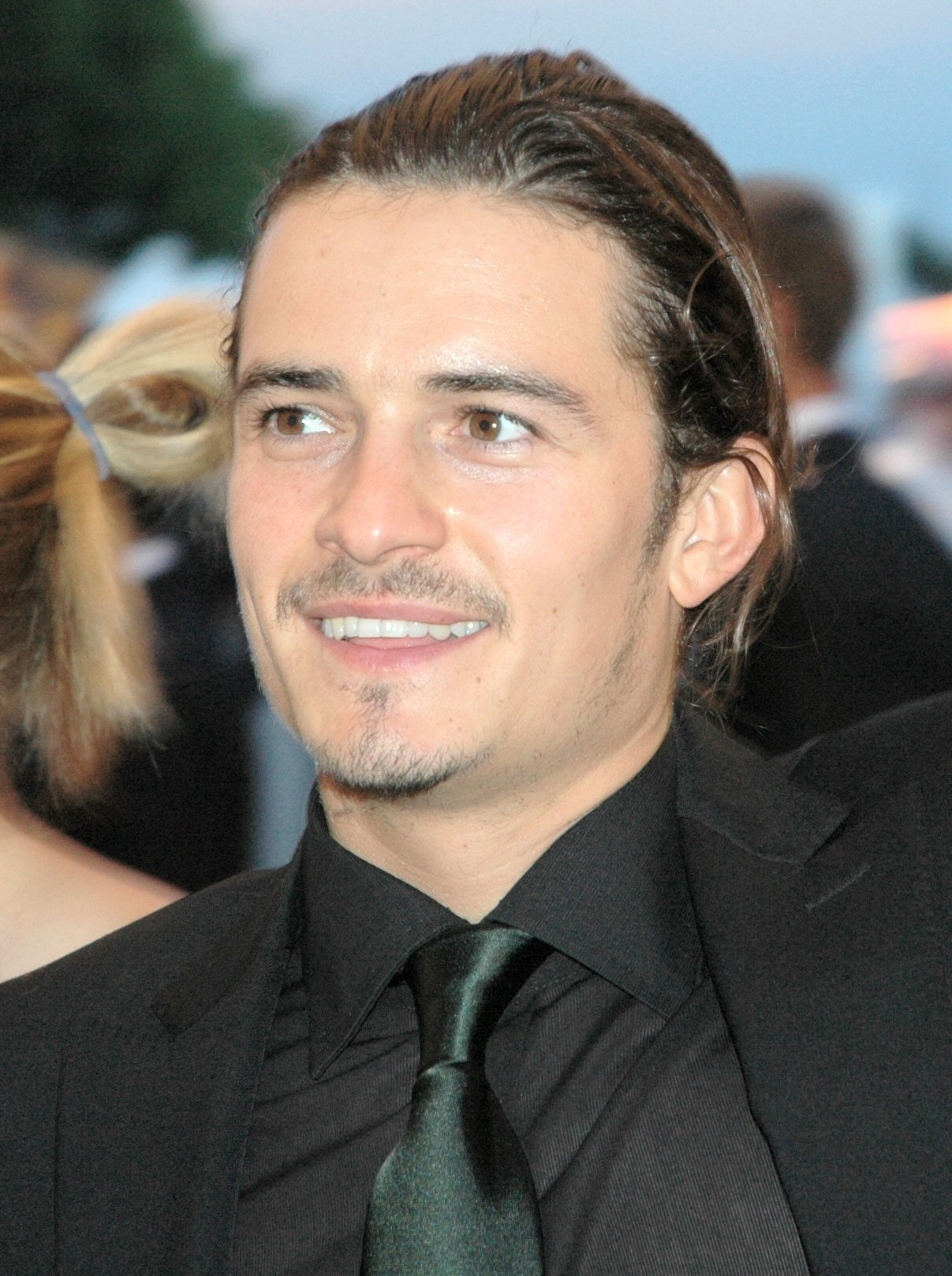
Orlando Bloom, premi al millor actor-públic
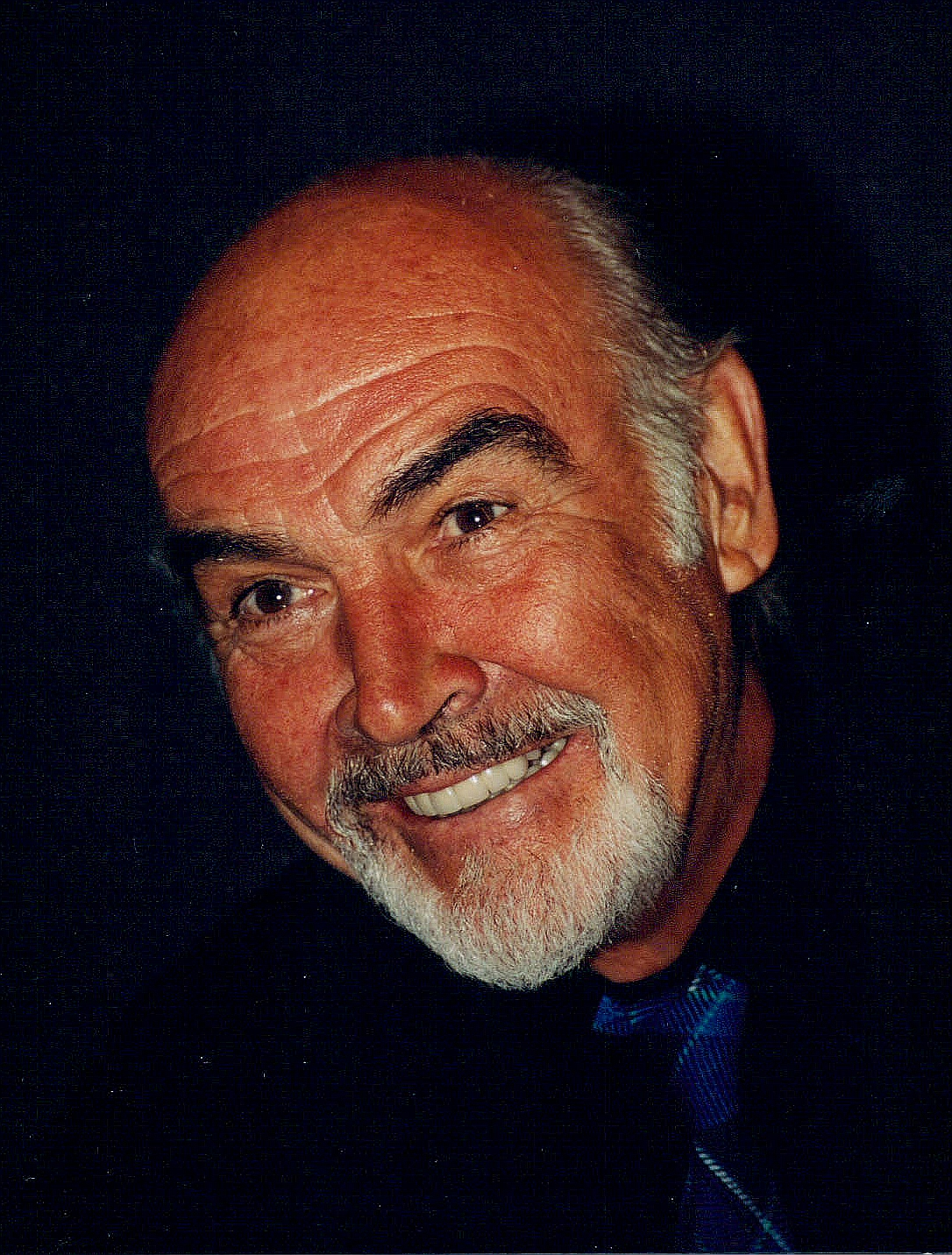
Sean Connert, premi a la carrera